# Glenea propinqua
Glenea propinqua är en skalbaggsart. Glenea propinqua ingår i släktet Glenea och familjen långhorningar.

## Underarter
Arten delas in i följande underarter:
- G. p. propinqua
- G. p. vientianana